# Wimbledon női páros döntői
A wimbledoni tenisztorna a négy Grand Slam-verseny egyike, a világ legrégebbi és legrangosabb tenisztornája. Az első versenyt női párosok számára 1913-ban rendezték meg.
| Év   | Bajnokok                                | Ellenfelek a döntőben                               | Döntő eredménye                       |
| 2025 | Veronyika Kugyermetova Elise Mertens    | Hszie Su-vej Jeļena Ostapenko                       | 3–6, 6–2, 6–4                         |
| 2024 | Kateřina Siniaková Taylor Townsend      | Gabriela Dabrowski Erin Routliffe                   | 7–6(5), 7–6(1)                        |
| 2023 | Hszie Su-vej Barbora Strýcová           | Elise Mertens Storm Sanders                         | 7–5, 6–4                              |
| 2022 | Barbora Krejčíková Kateřina Siniaková   | Elise Mertens Csang Suaj                            | 6–2, 6–4                              |
| 2021 | Hszie Su-vej Elise Mertens              | Veronyika Kugyermetova Jelena Vesznyina             | 3–6, 7–5, 9–7                         |
| 2020 | Elmaradt a koronavírus-járvány miatt    | Elmaradt a koronavírus-járvány miatt                | Elmaradt a koronavírus-járvány miatt  |
| 2019 | Hszie Su-vej Barbora Strýcová           | Gabriela Dabrowski Hszü Ji-fan                      | 6–2, 6–4                              |
| 2018 | Barbora Krejčíková Kateřina Siniaková   | Nicole Melichar Květa Peschke                       | 6–4, 4–6, 6–0                         |
| 2017 | Jekatyerina Makarova Jelena Vesznyina   | Csan Hao-csing Monica Niculescu                     | 6–0, 6–0                              |
| 2016 | Serena Williams Venus Williams          | Babos Tímea Jaroszlava Svedova                      | 6–3, 6–4                              |
| 2015 | Martina Hingis Szánija Mirza            | Jekatyerina Makarova Jelena Vesznyina               | 5–7, 7–6(4), 7–5                      |
| 2014 | Sara Errani Roberta Vinci               | Babos Tímea Kristina Mladenovic                     | 6–1, 6–3                              |
| 2013 | Hszie Su-vej Peng Suaj                  | Ashleigh Barty Casey Dellacqua                      | 7–6(1), 6–1                           |
| 2012 | Serena Williams Venus Williams          | Andrea Hlaváčková Lucie Hradecká                    | 7–5, 6–4                              |
| 2011 | Květa Peschke Katarina Srebotnik        | Sabine Lisicki Samantha Stosur                      | 6–3, 6–1                              |
| 2010 | Vania King Jaroszlava Svedova           | Jelena Vesznyina Vera Zvonarjova                    | 7–6(6), 6–2                           |
| 2009 | Serena Williams Venus Williams          | Samantha Stosur Rennae Stubbs                       | 7–6(4), 6–4                           |
| 2008 | Serena Williams Venus Williams          | Lisa Raymond Samantha Stosur                        | 6–2, 6–2                              |
| 2007 | Cara Black Liezel Huber                 | Katarina Srebotnik Szugijama Ai                     | 3–6, 6–3, 6–2                         |
| 2006 | Jen Ce Cseng Csie                       | Virginia Ruano Paola Suárez                         | 6–3, 3–6, 6–2                         |
| 2005 | Cara Black Liezel Huber                 | Szvetlana Kuznyecova Amélie Mauresmo                | 6–2, 6–1                              |
| 2004 | Cara Black Rennae Stubbs                | Liezel Huber Szugijama Ai                           | 6–3, 7–6(5)                           |
| 2003 | Kim Clijsters Szugijama Ai              | Virginia Ruano Pascual Paola Suárez                 | 6–4, 6–4                              |
| 2002 | Serena Williams Venus Williams          | Virginia Ruano Pascual Paola Suárez                 | 6–2, 7–5                              |
| 2001 | Lisa Raymond Rennae Stubbs              | Kim Clijsters Szugijama Ai                          | 6–4, 6–3                              |
| 2000 | Serena Williams Venus Williams          | Julie Halard-Decugis Szugijama Ai                   | 6–3, 6–2                              |
| 1999 | Lindsay Davenport Corina Morariu        | Mariaan de Swardt Olena Tatarkova                   | 6–4, 6–4                              |
| 1998 | Martina Hingis Jana Novotná             | Lindsay Davenport Natallja Zverava                  | 6–3, 3–6, 8–6                         |
| 1997 | Gigi Fernández Natallja Zverava         | Nicole Arendt Manon Bollegraf                       | 7–6(4), 6–4                           |
| 1996 | Martina Hingis Helena Suková            | Meredith McGrath Larisa Neiland                     | 5–7, 7–5, 6–1                         |
| 1995 | Jana Novotná Arantxa Sánchez Vicario    | Gigi Fernández Natallja Zverava                     | 5–7, 7–5, 6–4                         |
| 1994 | Gigi Fernández Natallja Zverava         | Jana Novotná Arantxa Sánchez Vicario                | 6–4, 6–1                              |
| 1993 | Gigi Fernández Natallja Zverava         | Larisa Neiland Jana Novotná                         | 6–4, 6–7(4), 6–4                      |
| 1992 | Gigi Fernández Natallja Zverava         | Larisa Neiland Jana Novotná                         | 6–4, 6–1                              |
| 1991 | Larisa Neiland Natallja Zverava         | Gigi Fernández Jana Novotná                         | 6–4, 3–6, 6–4                         |
| 1990 | Jana Novotná Helena Suková              | Kathy Jordan Elizabeth Smylie                       | 6–4, 6–1                              |
| 1989 | Jana Novotná Helena Suková              | Larisza Szavcsenko Natallja Zverava                 | 6–1, 6–2                              |
| 1988 | Steffi Graf Gabriela Sabatini           | Larisza Szavcsenko Natallja Zverava                 | 6–3, 1–6, 12–10                       |
| 1987 | Claudia Kohde-Kilsh Helena Suková       | Betsy Nagelsen Elizabeth Smylie                     | 7–5, 7–5                              |
| 1986 | Martina Navratilova Pam Shriver         | Hana Mandlíková Wendy Turnbull                      | 6–1, 6–3                              |
| 1985 | Kathy Jordan Elizabeth Smylie           | Martina Navratilova Pam Shriver                     | 5–7, 6–3, 6–4                         |
| 1984 | Martina Navratilova Pam Shriver         | Kathy Jordan Anne Smith                             | 6–3, 6–4                              |
| 1983 | Martina Navratilova Pam Shriver         | Rosie Casals Wendy Turnbull                         | 6–2, 6–2                              |
| 1982 | Martina Navratilova Pam Shriver         | Kathy Jordan Anne Smith                             | 6–4, 6–1                              |
| 1981 | Martina Navratilova Pam Shriver         | Kathy Jordan Anne Smith                             | 6–3, 7–6(6)                           |
| 1980 | Kathy Jordan Anne Smith                 | Rosie Casals Wendy Turnbull                         | 4–6, 7–5, 6–1                         |
| 1979 | Billie Jean King Martina Navratilova    | Betty Stöve Wendy Turnbull                          | 5–7, 6–3, 6–2                         |
| 1978 | Kerry Reid Wendy Turnbull               | Mima Jaušovec Virginia Ruzici                       | 4–6, 9–8(10), 6–3                     |
| 1977 | Helen Gourlay Cawley JoAnne Russell     | Martina Navratilova Betty Stöve                     | 6–3, 6–3                              |
| 1976 | Chris Evert Martina Navratilova         | Billie Jean King Betty Stöve                        | 6–1, 3–6, 7–5                         |
| 1975 | Ann Kiyomura Szavamacu Kazuko           | Françoise Durr Betty Stöve                          | 7–5, 1–6, 7–5                         |
| 1974 | Evonne Goolagong Peggy Michel           | Helen Gourlay Cawley Karen Krantzcke                | 2–6, 6–4, 6–3                         |
| 1973 | Rosie Casals Billie Jean King           | Françoise Durr Betty Stöve                          | 6–1, 4–6, 7–5                         |
| 1972 | Billie Jean King Betty Stöve            | Judy Tegart Dalton Françoise Durr                   | 6–2, 4–6, 6–3                         |
| 1971 | Rosie Casals Billie Jean King           | Margaret Smith Court Evonne Goolagong               | 6–3, 6–2                              |
| 1970 | Rosie Casals Billie Jean King           | Françoise Durr Virginia Wade                        | 6–2, 6–3                              |
| 1969 | Margaret Smith Court Judy Tegart Dalton | Patti Hogan Peggy Michel                            | 9–7, 6–2                              |
| 1968 | Rosie Casals Billie Jean King           | Françoise Durr Ann Haydon Jones                     | 3–6, 6–4, 7–5                         |
| 1967 | Rosie Casals Billie Jean King           | Maria Bueno Nancy Richey                            | 9–11, 6–4, 6–2                        |
| 1966 | Maria Bueno Nancy Richey                | Margaret Smith Court Judy Tegart Dalton             | 6–3, 4–6, 6–4                         |
| 1965 | Maria Bueno Billie Jean King            | Françoise Durr Janine Lieffrig                      | 6–2, 7–5                              |
| 1964 | Margaret Smith Court Lesley Turner      | Billie Jean King Karen Hantze Susman                | 7–5, 6–2                              |
| 1963 | Maria Bueno Darlene Hard                | Robyn Ebbern Margaret Smith Court                   | 8–6, 9–7                              |
| 1962 | Billie Jean King Karen Hantze Susman    | Sandra Reynolds Price Renee Schuurman Haygarth      | 5–7, 6–3, 7–5                         |
| 1961 | Karen Hantze Susman Billie Jean King    | Jan Lehane Margaret Smith Court                     | 6–3, 6–4                              |
| 1960 | Maria Bueno Darlene Hard                | Sandra Reynolds Price Renee Schuurman Haygarth      | 6–4, 6–0                              |
| 1959 | Jeanne Arth Darlene Hard                | Beverly Baker Fleitz Christine Truman Janes         | 2–6, 6–2, 6–3                         |
| 1958 | Maria Bueno Althea Gibson               | Margaret Osborne duPont Margaret Varner Bloss       | 6–3, 7–5                              |
| 1957 | Althea Gibson Darlene Hard              | Mary Bevis Hawton Thelma Coyne Long                 | 6–1, 6–2                              |
| 1956 | Angela Buxton Althea Gibson             | Fay Muller Daphne Seeney                            | 6–1, 8–6                              |
| 1955 | Angela Mortimer Anne Shilcock           | Shirley Brasher Bloomer Patricia Ward Hales         | 7–5, 6–1                              |
| 1954 | Louise Brough Margaret Osborne duPont   | Shirley Fry Doris Hart                              | 4–6, 9–7, 6–3                         |
| 1953 | Shirley Fry Doris Hart                  | Maureen Connolly Brinker Julie Sampson Haywood      | 6–0, 6–0                              |
| 1952 | Shirley Fry Doris Hart                  | Louise Brough Maureen Connolly Brinker              | 8–6, 6–3                              |
| 1951 | Shirley Fry Doris Hart                  | Louise Brough Margaret Osborne duPont               | 6–3, 13–11                            |
| 1950 | Louise Brough Margaret Osborne duPont   | Shirley Fry Doris Hart                              | 6–4, 5–7, 6–1                         |
| 1949 | Louise Brough Margaret Osborne duPont   | Gussie Moran Patricia Todd                          | 8–6, 7–5                              |
| 1948 | Louise Brough Margaret Osborne duPont   | Doris Hart Patricia Todd                            | 6–3, 3–6, 6–3                         |
| 1947 | Doris Hart Patricia Todd                | Louise Brough Margaret Osborne duPont               | 3–6, 6–4, 7–5                         |
| 1946 | Louise Brough Margaret Osborne duPont   | Pauline Betz Addie Doris Hart                       | 6–3, 2–6, 6–3                         |
| 1945 | Elmaradt a második világháború miatt.   | Elmaradt a második világháború miatt.               | Elmaradt a második világháború miatt. |
| 1944 | Elmaradt a második világháború miatt.   | Elmaradt a második világháború miatt.               | Elmaradt a második világháború miatt. |
| 1943 | Elmaradt a második világháború miatt.   | Elmaradt a második világháború miatt.               | Elmaradt a második világháború miatt. |
| 1942 | Elmaradt a második világháború miatt.   | Elmaradt a második világháború miatt.               | Elmaradt a második világháború miatt. |
| 1941 | Elmaradt a második világháború miatt.   | Elmaradt a második világháború miatt.               | Elmaradt a második világháború miatt. |
| 1940 | Elmaradt a második világháború miatt.   | Elmaradt a második világháború miatt.               | Elmaradt a második világháború miatt. |
| 1939 | Sarah Fabyan Alice Marble               | Helen Hull Jacobs Billie Yorke                      | 6–1, 6–0                              |
| 1938 | Sarah Fabyan Alice Marble               | Simone Mathieu Billie Yorke                         | 6–2, 6–3                              |
| 1937 | Simone Mathieu Billie Yorke             | Phyllis Mudford King J.B. Pitman                    | 6–3, 6–3                              |
| 1936 | Freda James Kay Stammers                | Sarah Fabyan Helen Hull Jacobs                      | 6–2, 6–1                              |
| 1935 | Freda James Kay Stammers                | Simone Mathieu Hilde Krahwinkel Sperling            | 6–1, 6–4                              |
| 1934 | Simone Mathieu Elizabeth Ryan           | D.B. Andrus Sylvia Henrotin                         | 6–3, 6–3                              |
| 1933 | Simone Mathieu Elizabeth Ryan           | Freda James Billie Yorke                            | 6–2, 9-11, 6–4                        |
| 1932 | Doris Metaxa Josane Sigart              | Elizabeth Ryan Helen Hull Jacobs                    | 6–4, 6–3                              |
| 1931 | Phyllis Mudford Dorothy Barron          | Doris Metaxa Josane Sigart                          | 3–6, 6–3, 6–4                         |
| 1930 | Helen Wills Moody Elizabeth Ryan        | E.A. Cross Sarah Palfrey Cooke                      | 6–2, 9–7                              |
| 1929 | Phoebe Watson Peggy Mitchell            | Phyllis Covell Dorothy Barron                       | 6–4, 8–6                              |
| 1928 | Phoebe Watson Peggy Saunders            | Ermyntrude Harvey Eileen Bennett Whittingstall      | 6–2, 6–3                              |
| 1927 | Helen Wills Moody Elizabeth Ryan        | Bobbie Heine Irene Bowder Peacock                   | 6–3, 6–2                              |
| 1926 | Elizabeth Ryan Mary Browne              | Kathleen McKane Godfree Evelyn Colyer               | 6–1, 6–1                              |
| 1925 | Suzanne Lenglen Elizabeth Ryan          | A.V. Bridge Mary McIlquham                          | 6–2, 6–2                              |
| 1924 | Hazel Wightman Helen Wills Moody        | Phyllis Covell Kathleen McKane Godfree              | 6–4, 6–4                              |
| 1923 | Suzanne Lenglen Elizabeth Ryan          | Joan Austin Evelyn Colyer                           | 6–3, 6–1                              |
| 1922 | Suzanne Lenglen Elizabeth Ryan          | Margaret McKane Stocks Kathleen McKane Godfree      | 6–0, 6–4                              |
| 1921 | Suzanne Lenglen Elizabeth Ryan          | Geraldine Beamish Irene Bowder Peacock              | 6–1, 6–2                              |
| 1920 | Suzanne Lenglen Elizabeth Ryan          | Dorothea Douglass Lambert Chambers Ethel Larcombe   | 6–4, 6–0                              |
| 1919 | Suzanne Lenglen Elizabeth Ryan          | Dorothea Douglass Lambert Chambers Ethel Larcombe   | 4–6, 7–5, 6–3                         |
| 1918 | Elmaradt az első világháború miatt.     | Elmaradt az első világháború miatt.                 | Elmaradt az első világháború miatt.   |
| 1917 | Elmaradt az első világháború miatt.     | Elmaradt az első világháború miatt.                 | Elmaradt az első világháború miatt.   |
| 1916 | Elmaradt az első világháború miatt.     | Elmaradt az első világháború miatt.                 | Elmaradt az első világháború miatt.   |
| 1915 | Elmaradt az első világháború miatt.     | Elmaradt az első világháború miatt.                 | Elmaradt az első világháború miatt.   |
| 1914 | Elizabeth Ryan Agatha Morton            | Ethel Larcombe Edith Hannam                         | 6–1, 6–3                              |
| 1913 | Winifred McNair Dora Boothby            | Charlotte Cooper Dorothea Douglass Lambert Chambers | 4–6, 2–4 feladták                     |